# Mauraz
Mauraz ([moʁ(ə)], toponimo francese) è un comune svizzero di 53 abitanti del Canton Vaud, nel distretto di Morges.

## Monumenti e luoghi d'interesse
- Cappella riformata, eretta nel 1944[1].

## Società

### Evoluzione demografica
L'evoluzione demografica è riportata nella seguente tabella:
Abitanti censiti

## Infrastrutture e trasporti
Mauraz è servito dall'omonima stazione sulla ferrovia Apples-L'Isle.

## Amministrazione
Ogni famiglia originaria del luogo fa parte del cosiddetto comune patriziale e ha la responsabilità della manutenzione di ogni bene ricadente all'interno dei confini del comune.